# Epic Rap Battles of History
Epic Rap Battles of History (наиболее известна под аббревиатурой ERB) — оригинальная серия роликов, авторами которой были Питер Шуков и Ллойд Алквист, известные под псевдонимами Nice Peter и EpicLLOYD. Данная серия сталкивает исторических персонажей и персонажей современного шоу-бизнеса, как вымышленных, так и настоящих, в формате рэп-баттла.
В первых сериях роли исполняли только создатели сериала; позже к участию в шоу стали приглашаться различные американские интернет-звёзды — Snoop Dogg, Дэн Булл, Smosh, Рэй Уильям Джонсон и многие другие.
Epic Rap Battles of History номинировался в 2016 году на премию Эмми в номинации «Лучший короткометражный сериал», но уступил победу проекту «Park Bench with Steve Buscemi».
В 2017 году Epic Rap Battles of History также номинировали на данную премию в той же номинации, однако и тогда ERB не взяли награды.
С декабря 2011 года Epic Rap Battles of History «переехал» на собственный канал на YouTube.

## Список выпусков

### График сезонов
| Сезон          | Количество эпизодов | Начало и конец сезона | Начало и конец сезона |
| Сезон          | Количество эпизодов | Первый эпизод         | Последний эпизод      |
| -------------- | ------------------- | --------------------- | --------------------- |
| 1              | 15                  | 26 сентября 2010      | 16 ноября 2011        |
| 2              | 18                  | 8 декабря 2011        | 22 апреля 2013        |
| 3              | 12                  | 7 октября 2013        | 14 июля 2014          |
| 4              | 12                  | 10 ноября 2014        | 3 августа 2015        |
| Бонусная битва | Бонусная битва      | 16 декабря 2015       | 16 декабря 2015       |
| 5              | 12                  | 2 мая 2016            | 9 января 2017         |
| Бонусная битва | Бонусная битва      | 7 декабря 2018        | 7 декабря 2018        |
| 6              | 11                  | 20 апреля 2019        | 5 декабря 2020        |
| 7              | 7                   | 14 июня 2021          | -                     |

### 1 сезон (2010—2011)
1. Джон Леннон против Билла О’Рейли;
2. Дарт Вейдер против Адольфа Гитлера;
3. Авраам Линкольн против Чака Норриса;
4. Сара Пейлин против Леди Гаги;
5. Ким Чен Ир против Халка Хогана и «Мачо Мена» Рэнди Сэвиджа;
6. Джастин Бибер против Людвига ван Бетховена;
7. Альберт Эйнштейн против Стивена Хокинга;
8. Чингисхан против Пасхального Кролика;
9. Наполеон Бонапарт против Наполеона Динамита;
10. Бенджамин Франклин против Билли Мэйса (с Винсом Оффером);
11. Гэндальф против Дамблдора;
12. Доктор Сьюз против Уильяма Шекспира;
13. Мистер Ти против Мистера Роджерса;
14. Капитан Кирк против Христофора Колумба;
15. Найс Питер против Эпик Ллойда (создатели серии)

### 2 сезон (2011—2013)
1. Адольф Гитлер против Дарта Вейдера 2;
2. Master Chief против Леонида I;
3. Братья Райт против братьев Марио;
4. Элвис Пресли против Майкла Джексона;
5. Клеопатра против Мэрилин Монро;
6. Билл Гейтс против Стива Джобса (против HAL 9000);
7. Фрэнк Синатра против Фредди Меркьюри;
8. Митт Ромни против Барака Обамы (против Авраама Линкольна);
9. Эммет Браун против Доктора Кто;
10. Клинт Иствуд против Брюса Ли;
11. Шерлок Холмс (с Доктором Ватсоном) против Бэтмена (с Робином);
12. Моисей против Санта-Клауса (с эльфами);
13. Адам против Евы;
14. Мартин Лютер Кинг против Махатмы Ганди;
15. Томас Эдисон против Николы Теслы;
16. Бейб Рут против Лэнса Армстронга;
17. Скриллекс против Моцарта;
18. Григорий Распутин против Иосифа Сталина (против Владимира Ленина, против Михаила Горбачёва, против Владимира Путина).

### 3 сезон (2013—2014)
1. Дарт Вейдер (вместе с Бобой Феттом) против Адольфа Гитлера 3;
2. Аль Капоне против Чёрной Бороды;
3. Жанна д’Арк против Майли Сайрус;
4. Боб Росс против Пабло Пикассо;
5. Майкл Джордан против Мохаммеда Али;
6. Дональд Трамп (вместе с Дж. П. Морганом, Канье Уэстом и Смертью) против Эбенезера Скруджа;
7. Рик Граймс против Уолтера Уайта;
8. Гоку против Супермена;
9. Стивен Кинг против Эдгара Аллана По;
10. Билл Най (вместе с Нилом Деграссом Тайсоном) против Исаака Ньютона;
11. Джордж Вашингтон против Уильяма Уоллеса;
12. Донателло, Микеланджело, Леонардо и Рафаэль против Леонардо, Микеланджело, Донателло и Рафаэля.

### 4 сезон (2014—2015)
1. Охотники за привидениями против Разрушителей легенд (против Зефирного Морячка);
2. Ромео и Джульетта против Бонни и Клайда;
3. Зевс против Тора;
4. Джек-потрошитель против Ганнибала Лектера;
5. Эллен Дедженерес против Опры Уинфри;
6. Стивен Спилберг против Альфреда Хичкока (против Квентина Тарантино, против Стэнли Кубрика, против Майкла Бэя);
7. Льюис и Кларк против Билла и Теда;
8. Дэвид Копперфильд против Гарри Гудини;
9. Робокоп против Терминатора;
10. Лао Цзы, Сунь Цзы и Конфуций против Ницше, Сократа и Вольтера;
11. Юлий Цезарь против Чаки Зулу;
12. Стэн Ли против Джима Хенсона (против Уолта Диснея);
13. (Бонус) Дэдпул против Бобы Фетта.

### 5 сезон (2016—2017)
1. Джордж Мартин против Джона Толкина;
2. Гордон Рамзи против Джулии Чайлд;
3. Томас Джефферсон против Фредерика Дугласа;
4. Джеймс Бонд (сыгранный Дэниелом Крейгом) против Остина Пауэрса (против Джеймса Бонда, сыгранного Шоном Коннери);
5. Брюс Беннер против Брюса Дженнера;
6. Иван Грозный против Александра Великого (против Фридриха Великого, против Гнея Помпея Великого[a], против Екатерины Великой);
7. Дональд Трамп против Хиллари Клинтон (против Авраама Линкольна);
8. Эш Кетчум против Чарльза Дарвина;
9. Чудо-женщина против Стиви Уандера;
10. Тони Хоук против Уэйна Гретцки;
11. Уинстон Черчилль против Теодора Рузвельта;
12. Найс Питер против Эпик Ллойда 2;
13. (Бонус) Илон Маск против Марка Цукерберга.

### 6 сезон (2019—2020)
1. Росомаха против Фредди Крюгера;
2. Гай Фокс против Эрнесто Че Гевары;
3. Рональд Макдональд против Бургер Кинга (против Венди)
4. Джордж Карлин против Ричарда Прайора (против Билла Косби против Джоан Риверз против Робина Уильямса);
5. Жак-Ив Кусто против Стива Ирвина;
6. Мать Тереза против Зигмунда Фрейда;
7. Влад III Цепеш против Графа Дракулы;
8. Джокер против Пеннивайза;
9. Танос против Роберта Оппенгеймера;
10. Дональд Трамп против Джо Байдена;
11. Гарри Поттер против Люка Скайуокера.

### 7 сезон (с 2021)
1. Ричард Львиное Сердце против Рагнара Лодброка;
2. Джефф Безос против Манса Мусы;
3. Джон Уик против Джона Рэмбо против Джона Макклейна;
4. Индиана Джонс против Лары Крофт;
5. Генри Форд против Карла Маркса;
6. Годзилла против Кинг-Конга;
7. Дональд Трамп против Камалы Харрис;
8. Наполеон Бонапарт против Карла Великого.

## Гости серии

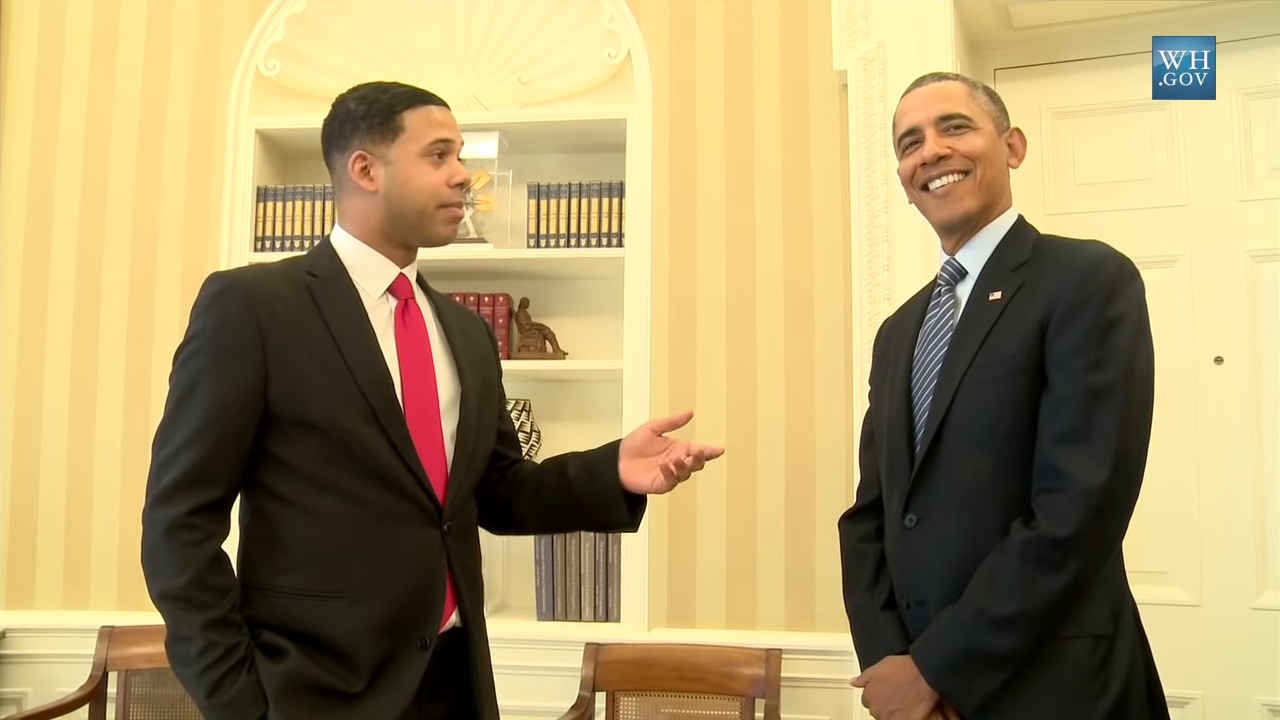
Айман Кроссон (слева) изображает Барака Обаму рядом с Бараком Обамой (справа)

| Актёр            | Персонаж      |
| ---------------- | ------------- |
| Лиза Донован     | Сара Пэйлин   |
| Алекс Фернхем    | Джастин Бибер |
| Колин Джей Свини | Билли Мейс    |
| Мики Мейер       | Доктор Сьюз   |

| Актёр           | Персонаж                                             |
| --------------- | ---------------------------------------------------- |
| Джесси Велленс  | Леонид I (только играет; озвучивает Ллойд Алквист)   |
| Джена Смит      | Горго                                                |
| Бентли Грин     | Юный Майкл Джексон                                   |
| Ангела Тримбур  | Клеопатра                                            |
| Айман Кроссон   | Барак Обама                                          |
| Майк Дива       | Брюс Ли                                              |
| Кайл Муни       | Доктор Ватсон                                        |
| Snoop Dogg      | Моисей                                               |
| Дженна Марблс   | Ева                                                  |
| Данте Симадамор | Никола Тесла (только играет; озвучивает Питер Шуков) |

| Актёр                 | Персонаж                                                 |
| --------------------- | -------------------------------------------------------- |
| Атул Сингх            | Боба Фетт (только играет; озвучивает Рэй Уильям Джонсон) |
| Брайан Неоноффер      | Боба Фетт (только играет; озвучивает Рэй Уильям Джонсон) |
| Мишель Глэйван        | Майли Сайрус                                             |
| Джесси Смайлс         | Жанна Д'Арк                                              |
| «Странный Эл» Янкович | Исаак Ньютон                                             |
| Чайли Туна            | Нил Деграсс Тайсон                                       |
| Дэниэл Падилла        | Микеланджело                                             |
| Иэн Хикокс            | Рафаэль                                                  |

| Актёр           | Персонаж                                                   |
| --------------- | ---------------------------------------------------------- |
| Марк Дуглас     | Рэй Стентс                                                 |
| Крис Горбос     | Питер Венкман                                              |
| Уолтер Доунинг  | Уинстон Зедмор                                             |
| Тейлор Цу       | Зефирный Человек (только играет; озвучивает Ллойд Алквист) |
| Мэри Гутфлейш   | Кэри Байрон                                                |
| Крис Альварадо  | Тори Белечи                                                |
| Ханна Харт      | Бонни Паркер                                               |
| Грейс Хельбиг   | Джульетта Капулетти                                        |
| Лорен Фланс     | Эллен Дедженерес                                           |
| Никки Дженкинс  | Опра Уинфри                                                |
| Вакс            | Квентин Тарантино                                          |
| Рагглз Аутбаунд | Стэнли Кубрик                                              |
| Джин Онг        | Конфуций                                                   |

| Актёр          | Персонаж                                          |
| -------------- | ------------------------------------------------- |
| Роберт Хоффман | Дэдпул (только играет; озвучивает Ллойд Алквист)  |
| Айван Велес    | Боба Фетт (только играет; озвучивает Питер Шуков) |

| Актёр          | Персонаж                   |
| -------------- | -------------------------- |
| Мэмри Харт     | Джулия Чайлд               |
| Джей Би Смув   | Фредерик Дуглас            |
| Бен Эза        | Джеймс Бонд (Дэниел Крейг) |
| Джоли Дрейк    | Кейтлин Дженнер            |
| Майкл О’Херн   | Халк                       |
| Майк Беттет    | Гней Помпей Великий        |
| Меган Тонджес  | Екатерина Великая          |
| Брайан Уолтерс | Эш Кетчум                  |
| T-Pain         | Стиви Уандер               |
| Лилли Сингх    | Чудо-Женщина               |

| Актёр               | Персонаж          |
| ------------------- | ----------------- |
| Роберт Рико         | Эрнесто Че Гевара |
| Наташа Ллойд        | Венди             |
| Вэлин Замаррон      | Ричард Прайор     |
| Гэри Энтони Вильямс | Билл Косби        |
| Жаклин Тон          | Джоан Риверз      |

## Награды и номинации
| Год  | Премия                               | Категория                      | Результат | Победитель                                                            |
| ---- | ------------------------------------ | ------------------------------ | --------- | --------------------------------------------------------------------- |
| 2013 | Премия «Streamy Awards 2013»         | Лучший комедийный сценарий     | Номинация | Питер Шуков, Ллойд Алквист                                            |
| 2013 | Премия «Streamy Awards 2013»         | Лучший онлайн музыкант         | Победа    | Питер Шуков                                                           |
| 2013 | Премия «Streamy Awards 2013»         | Лучшая оригинальная песня      | Победа    | Питер Шуков, Ллойд Алквист («Стив Джобс против Билла Гейтса»)         |
| 2013 | Премия «Streamy Awards 2013»         | Лучший музыкальный сериал      | Победа    | Epic Rap Battles of History                                           |
| 2013 | Премия «Streamy Awards 2013»         | Лучшая дизайн костюмов         | Победа    | Мэри Гутфлейш                                                         |
| 2013 | Премия «YouTube Music Awards 2013»   | Видео года                     | Номинация | «Барак Обама против Митта Ромни (битва)»                              |
| 2013 | Премия «YouTube Music Awards 2013»   | Актёр года                     | Номинация | Питер Шуков, Ллойд Алквист                                            |
| 2014 | Премия «Streamy Awards 2014»         | Лучший сценарий                | Победа    | Питер Шуков, Ллойд Алквист, Зак Шервин, Данте Симадамор, Майк Беттет  |
| 2014 | Премия «Streamy Awards 2014»         | Лучшее музыкальное видео       | Победа    | «Гоку против Супермена (битва)»                                       |
| 2014 | Премия «Streamy Awards 2014»         | Лучший дизайн костюмов         | Победа    | Сулая Лопес                                                           |
| 2014 | Премия «Streamy Awards 2014»         | Лучший монтаж                  | Номинация | Эндрю Шерман, Райан Молтон, Даниил Туркан, Питер Шуков                |
| 2014 | Премия «Streamy Awards 2014»         | Лучшая коллаборация            | Номинация | Питер Шуков, Ллойд Алквист, Snoop Dogg («Моисей против Санты Клауса») |
| 2015 | Премия «Streamy Awards 2015»         | Лучший сценарий                | Победа    | Питер Шуков, Ллойд Алквист, Зак Шервин, Данте Симадамор и Майк Беттет |
| 2015 | Премия «Streamy Awards 2015»         | Лучший дизайн костюмов         | Победа    | Сулая Лопес                                                           |
| 2015 | Премия «Streamy Awards 2015»         | Лучший монтаж                  | Победа    | Эндрю Шерман, Райан Молтон, Даниил Туркан и Питер Шуков               |
| 2015 | Премия «Streamy Awards 2015»         | Лучшая коллаборация            | Победа    | Питер Шуков, Ллойд Алквист, Грейс Хельбиг и Ханна Харт                |
| 2015 | «Премия Гильдии продюсеров США 2014» | Лучшие цифровые сериалы        | Номинация | Epic Rap Battles of History                                           |
| 2016 | «Премия Гильдии продюсеров США 2016» | Лучшие цифровые сериалы        | Номинация | Epic Rap Battles of History                                           |
| 2016 | Прайм-таймовая премия «Эмми 2016»    | Лучший короткометражный сериал | Номинация | Epic Rap Battles of History                                           |
| 2016 | Премия «Streamy Awards 2016»         | Лучшая коллаборация            | Номинация | Питер Шуков, Ллойд Алквист, Меган Тонджес, Майк Беттет и Зак Шервин   |
| 2017 | Прайм-таймовая премия «Эмми 2017»    | Лучший короткометражный сериал | Номинация | Epic Rap Battles of History                                           |

### Комментарии
1. ↑  Гней Помпей по факту произносит только одну реплику за рэп-баттл